# Chesterfield
Chesterfield je město ve střední Anglii ležící na soutoku řek Rother a Hipper, 20 km jižně od Sheffieldu. Žije v něm přes sto tisíc obyvatel a je po Derby druhým největším městem hrabství Derbyshire. K obvodu (burough) města patří i dříve samostatné obce Staveley, Brimington a Old Whittington.
Město leží na místě římského tábora, název pochází z latinského castrum (pevnost) a anglosaského feld (pastvina). V roce 1204 udělil král Jan Bezzemek Chesterfieldu tržní právo. Rozvoj města nastal v 19. století v důsledku těžby černého uhlí a otevření železnice z Derby do Leedsu. Po ukončení těžby uhlí se stala hlavním zaměstnavatelem firma Wera Tools, která vyrábějí nářadí. Chesterfield je také významným turistickým centrem díky blízkosti národního parku Peak District.
Charakteristickou dominantou města je chrám Panny Marie a Všech svatých se spirálovitě stočenou věží zvanou Crooked Spire. Její tvar je způsoben tím, že na stavbu bylo použito nevyzrálé dřevo, které časem začalo pracovat. Toto opomenutí se vysvětluje tím, že věž byla postavena v roce 1362, krátce po velké morové epidemii, kdy byl nedostatek zkušených řemeslníků.
Ve městě sídlí profesionální fotbalový klub Chesterfield FC, který má podle zkroucené věže přezdívku The Spireites.
V Chesterfieldu se narodili herci John Hurt a Claire Price, hudebník Phil Taylor a politička Barbara Castle, žil zde vynálezce George Stephenson.

## Partnerská města
- Darmstadt,  Německo
- Troyes,  Francie
- Tsumeb,  Namibie
- Jang-čchüan,  Čína